# Maurice Merleau-Ponty

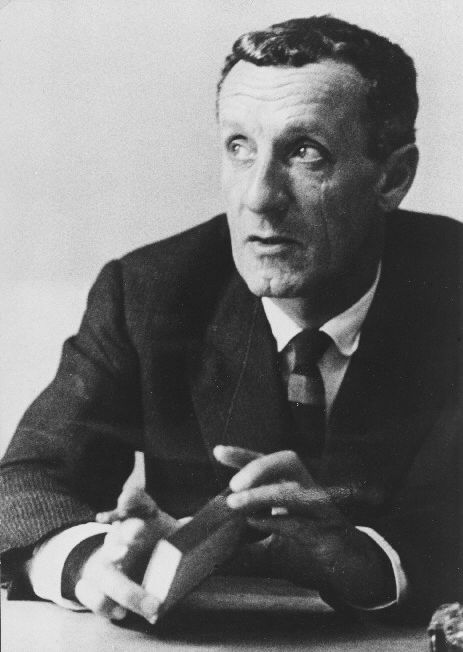
Maurice Merleau-Ponty

Maurice Merleau-Ponty (ur. 14 marca 1908 w Rochefort-sur-Mer, zm. 4 maja 1961 Paryżu) – francuski filozof, przedstawiciel fenomenologii i egzystencjalizmu.

## Życiorys
Po ukończeniu studiów nauczał filozofii w liceum, a w 1952 r. mianowany został profesorem filozofii w Collège de France. Był już wówczas autorem dwóch dzieł: “La structure du comportement” (1942), “Phénoménologie de la perception” (1945) oraz jednym z najwybitniejszych przedstawicieli myśli fenomenologicznej i egzystencjalnej. Po wojnie opublikował dwa zbiory esejów: “Sens et nonsens” (1948), “Signes” (1960), a w dwóch kolejnych książkach: “Humanisme et terreur” (1947) oraz “Les aventures de la dialectique” (1955) podjął dyskusję z marksizmem.

## W języku polskim
- 1976: Proza świata: eseje o mowie
- 1996: Widzialne i niewidzialne
- 1996: Oko i umysł: szkice o malarstwie
- 2001: Fenomenologia percepcji
- 2003: Pochwała filozofii
- 2005: Humanizm i terror. Esej o problemie komunistycznym

### Wybór pism
- Jacek Migasiński, Merleau-Ponty, Wiedza Powszechna; seria Myśli i Ludzie, Warszawa 1995, s. 101-190, ISBN 83-214-1022-7.